# Plessala
Plessala è un comune francese soppresso e frazione del dipartimento delle Côtes-d'Armor nella regione della Bretagna. Dal 1º gennaio 2016 si è fuso con i comuni di Le Gouray, Langourla, Collinée, Saint-Gilles-du-Mené, Saint-Gouéno e Saint-Jacut-du-Mené per formare il nuovo comune di Le Mené.

## Società

### Evoluzione demografica
Abitanti censiti